# Ajkay Zoltán (orvos)
Ajkai Ajkay Zoltán, Ajkai Zoltán (Pápa, 1874. február 10. – Ostffyasszonyfa, 1958. június 9.) honvéd tábornok, orvos.

## Életpályája
Ajkay Miklós aljárásbíró, földbirtokos és Nagy Berta fiaként született. 1897-ben a Budapesti Tudományegyetemen szerzett általános orvosi oklevelet. Belklinikai és magánorvosi gyakorlatot folytatott, 1899-ben honvédorvosként tényleges tiszti állományba került. Kassán, Budapesten és Gyulán szolgált, 1915-ben törzsorvossá nevezték ki. 1930-ig a fővárosi 2. sz. honvédkórház igazgatója, majd a honvéd orvosi tisztikar főnöke. Tudományos szakcikkei az orvosi és katonai folyóiratokban, versei a Fővárosi Lapokban és az Ország-Világban, szatirikus írásai az „Urambátyám” c. élclapban jelentek meg.
Házastársa budakeszi Weöres Izabella (1871–1956) volt, budakeszi Weöres József és Horváth Emília lánya, akivel 1901. január 24-én Keszthelyen kötött házasságot.

## Műveiből
- A vízellátás a harcmezőn. Budapest, 1913
- Hogyan védekezzünk a harctéren a járványok ellen? Magyar Katonai Szemle, 1931
- Napóleon betegsége és halála orvosi megvilágításban. Magyar Katonai Szemle, 1934